# Cantone di Massy-Est
Il Cantone di Massy-Est era una divisione amministrativa dell'Arrondissement di Palaiseau.
A seguito della riforma approvata con decreto del 24 febbraio 2014, che ha avuto attuazione dopo le elezioni dipartimentali del 2015, è stato soppresso.

## Composizione
Comprendeva solo parte della città di Massy.